# Grand Gascon Saintongeois
Der Grand Gascon Saintongeois ist eine von der FCI anerkannte französische Hunderasse (FCI-Gruppe 6, Sektion 1.1, Standard Nr. 21).

## Rassegeschichte

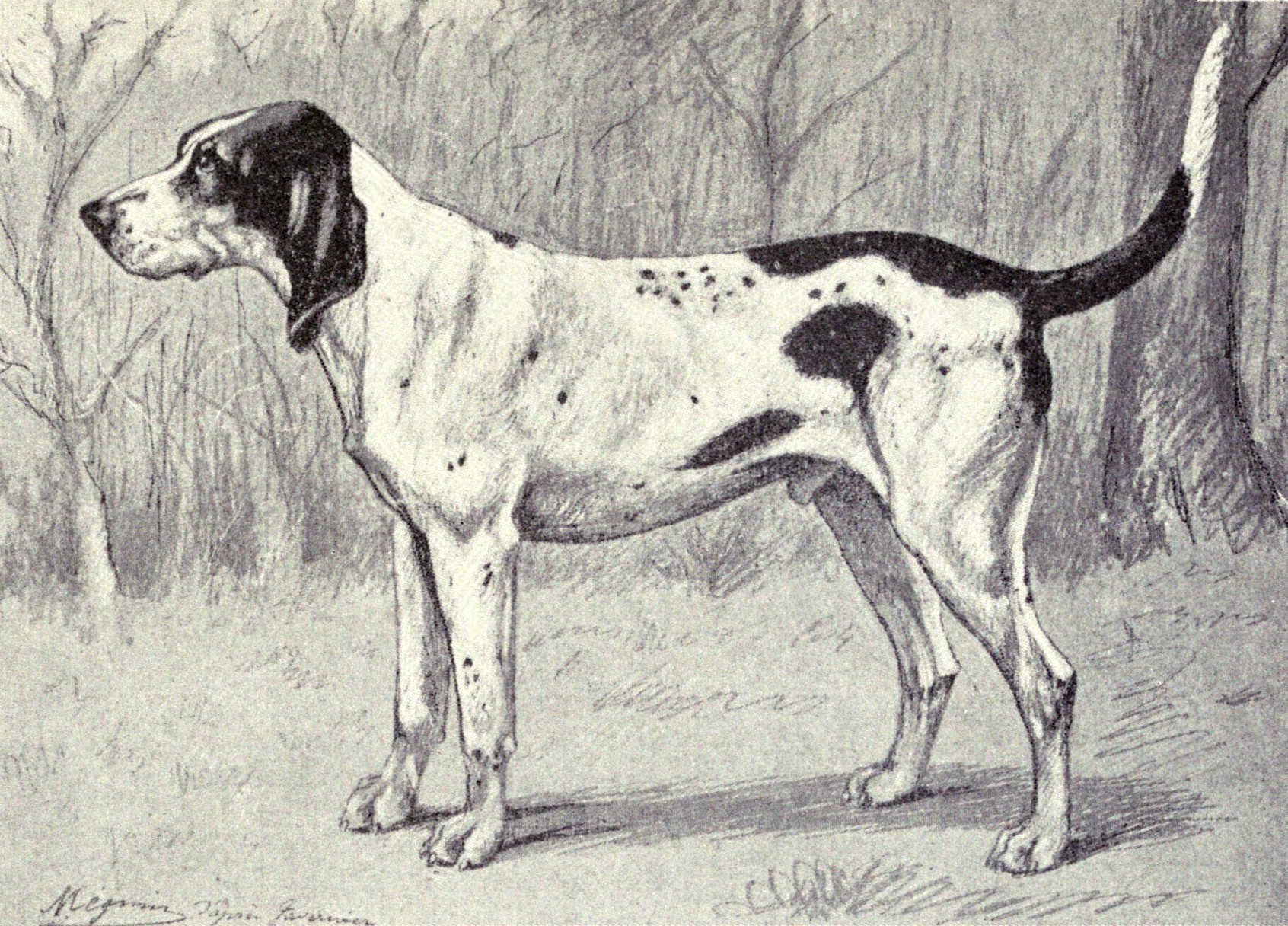
Virelade (früh Gascon Saintongeois), W. E. Mason 1915.

Der Grand Gascon Saintongeois entstand Mitte des 19. Jahrhunderts bei dem Versuch, den Chien de Saintonge nachzuzüchten. Diese Rasse war damals im Niedergang begriffen und kaum noch aufzufinden. Initiator war der Graf Joseph de Carayon-Latour – zu der Zeit Bürgermeister von Virelade – der dazu den Grand Bleu de Gascogne (ein Rudel von Baron de Ruble) mit Resten des Bestandes kreuzte und damit gleichzeitig für den Niedergang der Rasse Chien de Saintonge sorgte.

## Kleiner Gascon Saintongeois
Mitte des 20. Jahrhunderts züchteten einige Jäger aus dem Südwesten Frankreichs aus kleinen gebliebene Hunden und erschufen damit diese neue Varietät. Zu Beginn war diese hauptsächlich für die Hasenjagd bestimmt.

## Kurzbeschreibung
Der Grand Gascon Saintongeois ist ein bis 72 cm großer und bis 36 kg schwerer Jagdhund. Das Haar der Hunde ist kurz und dicht anliegend, die Grundfarbe ist weiß, schwarz gefleckt, manchmal getüpfelt. Die Ohren sind dünn, gefaltet und müssen mindestens die Nasenspitze erreichen können.

## Verwendung

### Großer Gascon Saintongeois
Variante für die Flintenjagd und für die Hetzjagd auf Hochwild, auch die Jagd auf den Hasen, in der Meute oder einzeln als Fährtenhund.

### Kleiner Gascon Santongeois
Guter Hund für die Jagd auf den Hasen aber auch sehr gut auf Hochwild.